# Maxim's

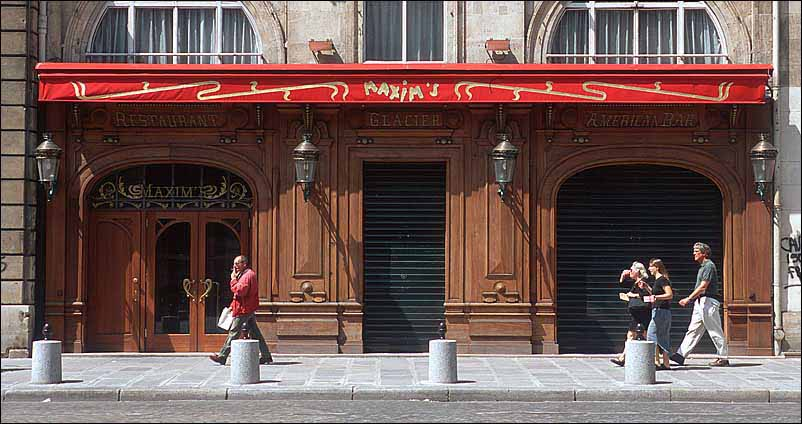
A fachada do restaurante Maxim's

Maxim's é um restaurante de Paris, França, localizado na Rue Royale, 3 - 8.º arrondissement de Paris (próx. Madeleine e Praça da Concórdia). 

## História
O Maxim's foi  fundado em 7 de abril de 1893, durante a chamada Belle Époque. O responsável pela fundação foi Maxime Gaillard, antes garçon de um bar das proximidades. No começo servia refeições a operários, mas, depois os patrões passaram a frequentá-lo, quando então servia ostras frescas, sopa de cebola, frango assado, escalopes de vitela, rabos de porco, lagostas, linguado ao conhaque. Ficava próximo ao Hotel Crillon, ao Jockey Clube e ao Automóvel clube. 
Os primeiros importantes profissionais da casa foram o chef Henry Chaveau e o mâitre Eugène Cornuché, que tomaram conta do restaurante a partir da morte de Crillon em 1895, que ocorreu apenas dois anos depois de sua fundação. Seu apogeu foi entre o final do século XIX e o início da Primeira Grande Guerra, embora funcione até hoje. Sofreu grande reforma quando da Exposição Universal de 1889. Na década de 30, teve o seu mâitre mais famoso, Albert Blazer. 
No início do século XX, ficou famosa a senhora que tomava conta das toilettes, Madame Pi-Pi, que agenciava encontros amorosos. Na época só funcionava à noite, após 17 horas, sendo o jantar servido entre 20 e 22 horas. Era frequentado por conhecidas figuras da sociedade parisiense: Os Duques russos, Vladimir, Michel e Alexis; Duques de Mornryn, de Uzés e Jouvenal; Marquês Boni de Castelane, Conde Arnold de Contades; Barão James Henessy; Príncipes Sagan e Murat; Max Labaudy (Magnata da beterraba); Maurice Bertrand (do champagne Heidsieck); e famosas e sofisticadas mulheres ditas frívolas: "La Bella Otero" (dançarina, atriz e cortesã nascida na Galícia), Emiliane d'Alençon, Marthe de Kerrien. Liane de Pougy.

### Santos Dumont
O Maxim's foi muito frequentado pelo brasileiro Santos Dumont. O inventor chegara a Paris em 1892 e no restaurante encontrava seus amigos como o joalheiro Louis Cartier, o engenheiro Gustave Eiffel (construtor da famosa Torre Eiffel, símbolo de Paris), o editor do New York Herald, James Gordon Bennett. Também ali conheceu o caricaturista e escritor George Goursat, que era como um '"clone" de Dumont. Ambos se vestiam de modo quase idêntico, inclusive com o mesmo tipo de chapéu que caracterizou o inventor..

### Hoje
Hoje, o restaurante e a marca Maxim's pertencem aos herdeiros de Pierre Cardin. Outros restaurantes Maxim's foram abertos em Genebra, Mônaco, Bruxelas, Tóquio, Xangai, Pequim e Rio de Janeiro (já fechado) A marca Maxim's foi estendida para diversos produtos e serviços de natureza sofisticada. O chef famoso mais recente foi o austríaco Wolfgang Puck quando jovem, o qual hoje tem vários restaurantes em Los Angeles, EUA, onde vive.
Uma lenda urbana parisiense, sem nenhuma confirmação, relata que Ho Chi Minh teria trabalhado no Maxim's como garçon e outras funções quando vivia no exílio em Paris, nos anos 20.

## Cultura popular
- Maxim's é representado tanto na Opereta A viúva alegre (Die Lustige Witwe), como no correspondente Ballet.
- Inspirou em 1899 a conhecida peça teatral "La Dame de Chez Maxim" de Georges Feydeau.
- Foi representado no filme Gigi (1958) com os protagonistas Maurice Chevalier, Leslie Caron e 'Louis Jourdan, cuja estória se passa na Belle Époque.

Seu exterior aparece por mais de um minuto no filme "A noite dos generais", com Peter O'Toole.
- É mencionado:
  - No conto "The Secret of Lieutenant Villar" da coleção Secrets of the Foreign Office (1903) pelo escritor britânico do gênero suspense, William Le Queux.
  - Diversas vezes no filme A grande ilusão (1937) de Jean Renoir.
  - Nos livros de Ian Fleming  - From A View To A Kill e The Man with the Golden Gun - da série 007
- Em Doctor Who' (1979) - série City of Death.
- No sitcom britânico dos anos 70, "Fawlty Towers": Diante de uma inspeção das comidas, o Chef diz a Basil Fawlty, "Você leu o relato das aventuras de George Orwell no Maxim's de Paris? Fawlty responde:, "Não, você tem uma cópia? Vou lê-lo na Corte!", O Chef se referia ao livro Down and Out in Paris and London de Orwell, que apresenta deprimentes detalhes do trabalho do escritor com lavador de pratos no restaurante.